# 橫濱市交通局10000型電力動車組
橫濱市交通局10000型電力動車組（日语：／ Yokohama kōtsukyoku 10000-kei densha */?）是供横濱市營地下鐵綠線使用的通勤型電車。於2008年3月開始營運。
這款城軌車由川崎重工業負責製造，在2008年，為了配合横濱市營地下鐵綠線於2008年3月30日通車，横濱市交通局開始投入到綠線營業。

## 列車編組
| 車號       | 1     | 2      | 3      | 4     |
| ---------- | ----- | ------ | ------ | ----- |
| 車輛形式   | Mc1   | M2     | M5     | Mc6   |
| 車輛編號   | 10xx1 | 10xx2  | 10xx5  | 10xx6 |
| 重量（噸） | 26.5  | 26.0   | 26.0   | 26.5  |
| 總容量     | 88/31 | 102/37 | 102/37 | 88/31 |

- 「xx」表示分組編號。
- 每組第1及第4節車輛採用單臂式集電弓。[1]

## 外部連結
- （日語） 横浜市営地下鉄10000形量産車を公開。 （页面存档备份，存于） - 鉄道ホビダス『編集長敬白』 ネコ・パブリッシング